# Anton Huber
Anton Huber (ur. ?, zm. ?) – niemiecki żeglarz, olimpijczyk.
Na regatach rozegranych podczas Letnich Igrzysk Olimpijskich 1928 wystąpił w klasie 6 metrów zajmując 9. pozycję. Załogę jachtu Pan tworzyli również Carl Wentzel, Erich Laeisz, Hans Paschen i Oswald Thomsen.